# Rostocker Straßenbahn AG
Rostocker Straßenbahn AG (RSAG) er et trafikselskab, der driver sporvejs- og bustrafik i Rostock.
Der er 6 sporvejslinier: 1, 2, 3, 4, 5, 6. Rostock har også et natsporvognsnet på 3 linjer. Det er linje 1, 3, 5.
Sporvognsnettet åbnede maj 1904 med 1440 mm-spor. Normalspor (1435 mm) åbnede fra 1980.

## Ekstern henvisning
- RSAG (Rostocker Straßenbahn) – officiel website

54°5′52″N 12°5′33″Ø / 54.09778°N 12.09250°Ø